# 시코쿠 전력
시코쿠 전력 주식회사(일본어: 四国電力株式会社)은 시코쿠 지방을 주요 영업 지역으로 하는 전력 회사이다. 약어로는 히라가나의 요덴(よんでん)이나 가타카나의 요덴(ヨンデン)을 사용하고 있으며, 대외적으로는 로마자로 표기인 YONDEN도 사용하고 있다.

## 발전 설비
총 65개, 696만 3,496만 kW (2012년 3월 31일 기준)
- 총 출력은 장기 계획 정지 중 정기 점검중인 호기를 포함한다. 폐지된 호기와 건설중인 호기는 포함하지 않는다.

### 수력 발전소
58개, 114만 1,496 kW

### 화력 발전소
4개, 379만 7,000 kW

### 원자력 발전소
1개, 202만 2,000 kW

### 신에너지 발전소
2개, 2,342 kW

## 같이 보기
- 일본의 원자력 발전